# Årslev Engsø
Årslev Engsø er en genetableret sø i Aarhus-området, beliggende ved Brabrand-Årslev i Aarhus Kommune. Søens vandflade er ca. 100 ha stor, og dybden er op til 2 meter. Rundt om søen er der græsningsenge som sammen med søen giver et totalt areal på 210 ha. Myndighederne forventer, at den biologiske udvikling, der blev igangsat med søens anlæggelse, med tiden vil omdanne de fugtigste engarealer og de mest lavvandede dele af søen til rørsumpe. I løbet af en årrække ventes søen således at have stabiliseret sig med en 70 ha åben vandflade og rørskove og enge af en tilsvarende størrelse. Formålet har været at nedsætte belastningen med næringsstoffer til Brabrand Sø og Aarhus Bugt, at tilføre området mere biodiversitet og stabilitet, og at forbedre de rekreative forhold i området.
Etableringen af søen blev politisk besluttet i 2001-2002. Anlægsarbejderne af Årslev Engsø blev sat i gang i september 2002. Den 19. marts 2003 blev Aarhus Å ledt ind i sit nye løb mod engsøen, og i juni samme år blev området officielt indviet. Projektet er blevet gennemført i et samarbejde mellem det daværende Århus Amt og Aarhus Kommune. De to parter har i fællesskab skabt den nye sø og givet erstatning til lodsejerne. Gennem opkøbene for offentlige midler, lykkedes det for projektmagerne at imødegå lokal kritik af projektet. På overfladen fremstod anlæggelsen derfor som en ren succeshistorie uden væsentlig, formuleret kritik af de politiske dispositioner. 
Rundt om Årslev Engsø er der anlagt en 8 km lang natursti. Fra stien og fra tre fugletårne er det muligt at betragte det rige fugleliv.

## Historie
Årslev Engsø ligger sammen med Aarhus Å og Brabrand Sø i en tunneldal fra istiden. Dalen var oprindeligt en 12 km lang fjord – betegnet Brabrandfjorden – på strækningen fra landsbyen Skibby til åens udløb ved Åboulevarden. Fjorden blev dannet for 8.000 år siden og var sejlbar indtil vikingetiden og sandsynligvis til den tidlige middelalder. Forløbet tættest på byen blev gradvist omdannet til en å som følge af naturskabte og menneskeskabte indsnævringer herunder møllebyggerier, bl.a. Aarhus Mølle omkring 1289. Samtidig med denne udvikling blev vandet efterhånden brakt for til sidst at blive helt fersk.
I de følgende århundreder lå vandspejlet i Årslev Engsø og Brabrand Sø en meter over det nuværende niveau, og begge søer tilførte vand til flere vandmøller. Men i 1873 blev opstemningen ved Slusebroen ved Aarhus Mølle i den nuværende Mølleparken fjernet. Brabrand Sø blev mindre, og Årslev Engsø forsvandt næsten. Engsøens tidligere søbund blev til mose og enge, der dog om vinteren fortsat blev oversvømmet.
Da herregården Constantinsborg var besidder af store dele af de ofte oversvømmede engarealer, søgte godsejer Alfred Pontoppidan i 1924 og 1933 at opføre diger og afvande engområder ved Skibby og Ormslev. Til formålet blev der opført en pumpestation syd for Engsøen beliggende i den nuværende fugleudkigspost umiddelbart vest for Constantinsborg.
Digerne sank dog sammen som følge af en blød undergrund, og 25 år senere blev der gjort et nyt forsøg på en afvanding, da Årslev-Ormslev Landvindingslag i 1958 blev stiftet. Afvandingsprojektet mødte modstand fra det statslige Naturfredningsråd, som i kølevandet på flere årtiers afvandingsprojekter rundt om i landet ville bevare nogle af de tilbageværende søer og vandløb.
I samarbejde med Hedeselskabet lykkedes det dog for landvindingslaget af opnå statsligt tilskud til dækning af 60 procent af udgifterne til en afvanding, imens de resterende 40 procent blev givet som statslån til lodsejerne. Derefter blev afvandingen gennemført frem mod 1963. Åen blev flyttet til en kanal nord for ådalen. Engområderne lå derefter indhegnet af diger, og gennem afvandingskanaler blev vandet pumpet ud til åens forløb i den nye kanal. Afvandingen skete med hjælp fra to pumper placeret i det nuværende fugletårn nord for Engsøen.

## Miljøprojekter
Årslev Engsø-området har været dyrket i mere end 100 år og på sydsiden af sø-området ligger det gamle og 330 hektar store Constantinsborg Gods. Engene langs Aarhus Å blev dog ofte oversvømmet i vinterhalvåret, og området blev derfor kunstigt afvandet allerede i 1930’erne. Siden blev dyrkningen af markerne år for år sværere, fordi jorden "satte sig" (se C/N-forhold). Derfor blev det mere og mere politisk og driftsmæssigt acceptabelt at "give området tilbage til naturen"', og i 1998 blev det økonomisk muligt for det daværende Århus Amt at etablere Årslev Engsø.
Området er anlagt som både et forsøg på naturgenoprettelse (renaturering) og et Vandmiljøplan II vådområde til aflastning af Brabrand Sø, Aarhus Å og havmiljøet i Aarhus Bugt. Søen skal årligt optage ca. 80 ton kvælstof og en smule fosfor fra det vand, der ellers ville løbe uhindret ind i Brabrand Sø og herefter med Aarhus Å ud i bugten. På den måde skulle risikoen for eksplosiv algevækst med iltsvind og eutrofiering tilfølge kunne mindskes. Søens økologiske tilstand er vurderet som dårlig i øjeblikket med klorofylniveauer omkring 4 gange målsætningen, pga. de meget høje næringsstofniveauer. Det faktum kommer dog ikke som nogen overraskelse, da søen netop er anlagt af denne årsag.
Engsøen er dannet af vandet fra Aarhus Å og Lyngbygård Å, der nu atter løber frit ind i ådalens bund. Arealets værdi som levested for dyr og planter er øget ved at genskabe de naturlige vandstandsforhold i området. Trods Årslev Engsøs korte levetid er søen allerede blevet tilholdssted for mange fugle, heriblandt også sjældne fuglearter. Søen er udlagt og tænkt som et habitatområde af naturtype 3150; såkaldt Næringsrige søer med flydeplanter eller store vandaks og en vådbundsflora er begyndt at etablere sig.[kilde mangler]
Vådområder med rigkær som Årslev Engsø og Brabrand Sø med tilhørende rørskove og enge udgør en naturtype, der af biologer vurderes at have europæisk værdi og som Danmark er forpligtet internationalt til at beskytte. Området er derfor udlagt som både Natura 2000 (plan 233) og EU-habitatområde. De oversvømmede enge giver grundlag for et meget rigt plante- og dyreliv, der skaber plads for mange af de dyre- og fuglearter, som levede i området for mere end 100 år siden, men som har været forsvundet i en lang årrække. Eksempelvis kan det forventes, at rørdrummen igen slår sig ned ved søen, ligesom der er mulighed for, at odderen vil finde vej til området.
Oversvømmelsen af området, har dog også haft negative påvirkninger af faunaen. Feks for ørred bestanden i Aarhus Å. Kort fortalt har de nu svært ved at overleve passagen af Årslev Engsø og Brabrandsøen, uden at blive spist.

## Flora og fauna
Man har i Danmark drænet, nedlagt, forurenet eller omlagt mange vådområder gennem de sidste 200 år og det er i dag en truet landskabstype. Derfor er megen af den flora og fauna der er i og omkring Årslev Engsø også sjælden eller relativt sjælden herhjemme. Flere er på den danske rødliste (under den internationale IUCN Red List). Enkelte er tillige beskyttet af EUs habitat direktiver. Her er nogle få eksempler:
- Man forventer at området med tiden vil huse forskellige gøgeurter, hvoraf flere arter er sjældne og truede i mere eller mindre grad.
- Skestorken er fundet her ved flere lejligheder. Den er sårbar (VU) og relativt sjælden her i Danmark.
- Engsøen tiltrækker regelmæssigt sjældne fugle som fiskeørne (kritisk truet CR), havørne (sårbar VU), vandrefalke (forsvundet som ynglefugl RE), dværgmåger (RE), sorthovedede måger, sortterner (truet EN), rovterner, plettede rørvagtler (næsten truet NT), kærløbere, odinshaner og bjergpibere.
- Der er observeret endog meget sjældne fugle ved Årslev Engsø. Eksempelvis caribisk/stor flamingo, amerikansk krikand, kejserørn, stribet ryle, rødrygget svale og brun tornskade.
- Fouragerende brunflagermus er observeret her og de som alle andre flagermus fredede i Danmark. Brunflagermusen er desuden beskyttet under EUs habitat direktiv (Bilag IV) siden 1992[8].
- Under optagelserne til første afsnit af tv-programmet Vores vilde vej, der fandt sted på Sandbjergvej nær søen i 2018, gjorde biolog Vicky Knudsen i en villahave det hidtidig eneste verificerede fund af arten Langhornet Torngræshoppe registreret i Danmark.[9][10][11]

Årslev Engsø er herudover, sammen med Brabrand Sø, karakteriseret ved at være tilholdssted for mange af de mere almindelige dyre- og plantearter. Især fugle, insekter og vandplanter.

## Galleri
- Under etableringen blev større områder oversvømmet (2006)
- Søen i 2013
- Naturstien rundt om engsøen
- Der er flere opholdspladser rundt om søen
- Fugletårn på nordsiden af Årslev Engsø lavet af en tidligere pumpestation
- Fugletårn på sydsiden af Årslev Engsø
- Grågæs på nordsiden af Årslev Engsø
- Flådfiskeri ved Lyngbygårds Å